# Thomas William Drumm

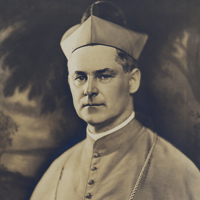
Thomas William Drumm (etwa 1919)

Thomas William Drumm (* 12. Juli 1871 im County Westmeath, Irland; † 24. Oktober 1933 in Des Moines, Iowa) war ein US-amerikanischer römisch-katholischer Geistlicher. Drumm war von 1919 bis zu seinem Tod Bischof des Bistums Des Moines.

## Leben
Thomas William Drumm, Sohn von Thomas und Mary Drumm, kam 1888, im Alter von 17 Jahren, in die Vereinigten Staaten. Hier ließ sich die Familie in Iowa nieder, wo Drumm Absolvent des St. Joseph's College in Dubuque (Iowa) war. Nach dem College ging Drumm nach Kanada, wo er am Grand Séminaire de Montréal in Montreal fürs Priesteramt studierte. In Montreal wurde er am 21. Dezember 1901 vom amtierenden Erzbischof Paul Bruchési zum Priester geweiht.
Nach seiner Priesterweihe ging Drumm nach Washington, D.C., wo er an der Katholischen Universität seine theologischen Studien komplettierte. 1915 wurde er Kaplan der St. Patrick's Church in Cedar Rapids.
Am 28. März 1919 wurde Drumm von Papst Benedikt XV. zum Bischof des Bistums Des Moines ernannt. Die Bischofsweihe spendeten ihm am 21. Mai 1919 Erzbischof John Joseph Keane und die Mitkonsekratoren, die Bischöfe James Davis und Edmond Heelan. Über sein Episkopat ist wenig bekannt; 1924 war er der erste Bischof der USA, der im relativ jungen Medium Radio predigte. So war er einmal monatlich auf WHO zu hören.
Thomas William Drumm war 14 Jahre lang Bischof. Er starb im Oktober 1933 im Alter von 62 Jahren.